# Thermalzeit
Die Thermalzeit ist ein in der Biologie verwendeter Parameter zur Beschreibung der Temperaturabhängigkeit von Entwicklungsvorgängen bei wechselwarmen Organismen. Sie entspricht dem Produkt von Temperatur (häufig der Tagesmitteltemperaturen) und Zeitdauer.

## Grundlagen
Alle wechselwarmen Organismen sind für Entwicklung und Wachstum auf einen bestimmten Bereich der Umgebungstemperaturen angewiesen. Eine Entwicklung ist erst oberhalb einer bestimmten Minimaltemperatur möglich. Bei weiter steigenden Temperaturen wird sie beschleunigt, bis schließlich eine Optimaltemperatur erreicht ist. Bei weiter steigender Temperatur wird sie wieder gehemmt, bis oberhalb einer Maximaltemperatur schließlich wieder kein Wachstum möglich ist. Häufig beobachtet man nun, dass die Wachstumsrate in dem Bereich zwischen Minimal- und Optimaltemperatur proportional zur Temperatur selbst etwa linear ansteigt. Da die Endgröße von Tieren und Pflanzen innerhalb einer gewissen Schwankungsbreite oft mehr oder weniger konstant ist, ergibt sich aus der Wachstumsrate automatisch die Entwicklungsdauer des Organismus. Das bedeutet: Innerhalb des betreffenden Temperaturbereichs sind Temperatursumme und Entwicklungsdauer zueinander äquivalent. Das Produkt aus beiden wird als "Thermalkonstante" bezeichnet, es wird meist in "Gradtagen" (engl.: degree days) angegeben. Damit kann anstelle der temperaturabhängigen Entwicklungszeit selbst ein konstanter Wert verwendet werden. Diese, nach der Temperatur normierte, Entwicklungszeit (in Gradtagen anstelle von Tagen gemessen) ist die Thermalzeit. Auf derselben Grundlage kann, wenn im Labor oder Gewächshaus (unter kontrollierter Temperatur) die Veränderung der Wachstumsrate über einen bestimmten Temperaturbereich gemessen worden ist, durch Extrapolieren die Minimaltemperatur für die jeweilige Art ermittelt werden.
Der lineare Anstieg und damit die Äquivalenz von Temperatur und Zeit ist dabei nicht selbstverständlich. Eigentlich könnte man auf Grundlage der RGT-Regel eher einen exponentiellen Zusammenhang vermuten. Ein linearer Zusammenhang wurde aber empirisch bestätigt. Möglicherweise liegt ihm eine zunehmende Inaktivierung von Enzymen oberhalb von deren Optimaltemperatur zugrunde, die den (thermodynamisch begründeten) Anstieg bei Temperatursteigerung aufhebt. Der lineare Zusammenhang ist vor allem bei Pflanzen und Insekten offenkundig, während bei wechselwarmen Wirbeltieren die Verhältnisse komplexer sind. Durch den linearen Anstieg ist es u. a. erklärbar, warum z. B. tropische Pflanzen, die (bei höheren Temperaturen) eine schnellere Entwicklungszeit haben, gleichzeitig eine höhere Minimaltemperatur zur Entwicklung aufweisen müssen.

## Anwendung
Das Konzept der Thermalzeit wird innerhalb der Biologie vor allem in den anwendungsorientierten Disziplinen verwendet. Auf seiner Grundlage werden etwa Entwicklungs- oder Keimzeiten von weit verbreiteten Kulturpflanzen oder Schädlingen in bestimmten Klimazonen bestimmt. Es können Aussaat- und Erntetermine optimiert werden. Das Konzept kann auch zur Vorhersage von Veränderungen bei klimatischem Wandel dienen. Auf natürliche Ökosysteme wird das Konzept seltener angewandt.